# Colette Oltramare
Colette Oltramare (* 25. Januar 1904 in Buenos Aires; heimatberechtigt in Genf; † 28. März 1980 in Collonge-Bellerive) war eine Schweizer Architektin und Malerin.

## Leben und Wirken
Colette Oltramare war Tochter der Julie geborene Dumaret und des Zahnarztes Ernest Oltramare. Sie studierte von 1924 bis 1931 Malerei an der Genfer École des Beaux-Arts. Danach liess sie sich in Paris weiterbilden und machte eine Ausbildung zur Hochbauzeichnerin bei Pierre Gagnebin in Genf. An der École des Beaux-Arts absolvierte sie 1939 bei John Torcapel ihr Diplom als Hochbauzeichnerin.
Als eine der ersten freischaffenden Architektinnen eröffnete Oltramare 1939 ein Atelier in Genf. Zu ihren realisierten Entwürfen zählten zahlreiche Villen, wie die «Villa Hainard» in Bernex. Zu den Renovationen gehörte die reformierte Kirche im Genfer Quartier Champel. Von 1952 bis 1953 wirkte Oltramare als Präsidentin der Gesellschaft Schweizer Malerinnen, Bildhauerinnen und Kunstgewerblerinnen (GSMBK). Als liberale Genfer Gemeinderätin gehörte sie 1966 der Legislative an. Als Malerin stellte sie 1931 bei der 18. Nationalen Kunstausstellung im Palais des Expositions in Genf aus.

## Belege
1. 1 2  Evelyne Lang Jakob: Colette Oltramare. In: Historisches Lexikon der Schweiz.  31. Juli 2008, abgerufen am 16. Dezember 2024.
2. ↑  Colette Oltramare. In: SIKART, abgerufen am 16. Dezember 2024.

| Personendaten    | Personendaten               |
| ---------------- | --------------------------- |
| NAME             | Oltramare, Colette          |
| KURZBESCHREIBUNG | Schweizer Künstlerin        |
| GEBURTSDATUM     | 25. Januar 1904             |
| GEBURTSORT       | Buenos Aires, Argentinien   |
| STERBEDATUM      | 28. März 1980               |
| STERBEORT        | Collonge-Bellerive, Schweiz |